# Els millors professors europeus
Els millors professors europeus (que en español significa «Los mejores profesores europeos» ) es el primer álbum de la agrupación musical catalana Manel. Fue publicado el día 11 de noviembre de 2008. Se trata de un trabajo en el que se mezclan sonidos de folk y pop, destacando el uso de ukulele, que se convertiría en un rasgo característico de la agrupación durante su etapa inicial. El nombre proviene de un verso de la canción Pla quinquenal.
El trabajo de los catalanes fue aclamado por la crítica especializada, ganando algunos premios como el de Mejor álbum pop-rock del año 2008 otorgado por la revista en catalán Enderrock ; además fue reconocido como el tercer mejor álbum del España según Rockdelux. En septiembre de 2010 llegaría a superar las 35 mil copias vendidas, lo que le permitió recibir un Disco de oro , todo ello siendo el primer trabajo de la  agrupación. También se destacó la versatilidad rítmica de las canciones, siendo un trabajo que se puede considerar como "pop y popular" [cita requerida] , es decir, que cumple con la función de llegar a distintos tipos de públicos.

## Lista de canciones
| N.º   | Título                            | Duración |  |
| 1.    | «En la que el Bernat se't troba»  | 4:19     |  |
| 2.    | «Avís per a navegants»            | 2:46     |  |
| 3.    | «Ai, Dolors»                      | 3:19     |  |
| 4.    | «Pla quinquenal»                  | 2:58     |  |
| 5.    | «Roma»                            | 3:45     |  |
| 6.    | «Captatio Benevonteleae»          | 4:19     |  |
| 7.    | «Nit freda per ser abril»         | 4:21     |  |
| 8.    | «Al mar!»                         | 3:28     |  |
| 9.    | «Els guapos són els raros»        | 3:38     |  |
| 10.   | «Dona estrangera»                 | 3:59     |  |
| 11.   | «Ceràmiques Guzmán»               | 3:23     |  |
| 12.   | «Corrandes de la parella estable» | 7:15     |  |
| 47:19 |                                   |          |  |